# Monastère de Kaona
Pour les articles homonymes, voir Kaona.
Le monastère de Kaona (en serbe cyrillique : Манастир Каона ; en serbe latin : Manastir Kaona) est un monastère orthodoxe serbe situé à Kaona, dans la municipalité de Vladimirci et dans le district de Mačva, en Serbie. Il est inscrit sur la liste des monuments culturels protégés de la république de Serbie (identifiant no SK 726),.
Le monastère, dédié à saint Michel et saint Gabriel, abrite une communauté de moines.

## Présentation

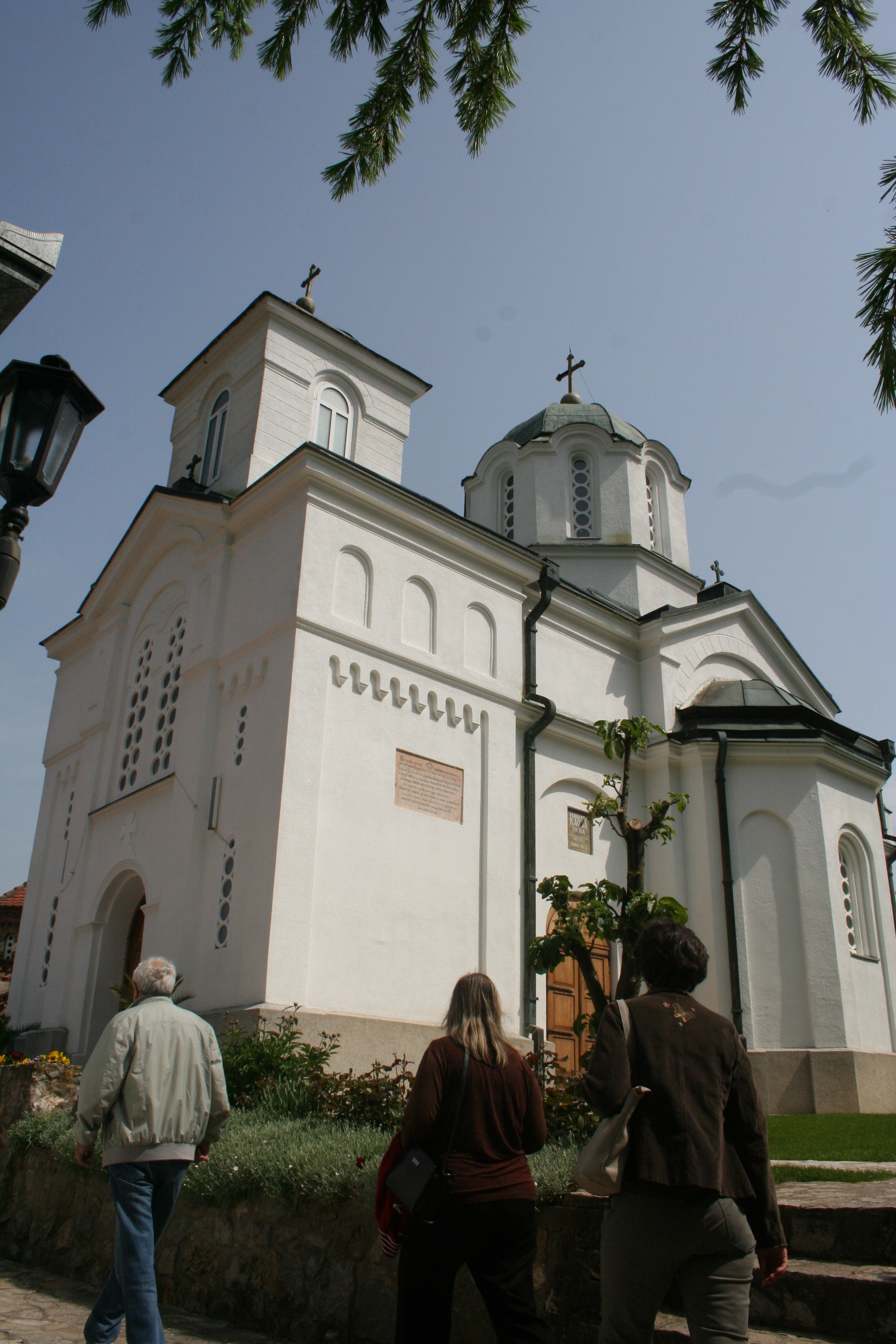
L'église Saint-Michel-et-Saint-Gabriel.

Le monastère est aujourd'hui situé dans un parc paysager de plusieurs hectares.
Selon la tradition, il remonterait à la dynastie des Nemanjić et serait une fondation d'Ikonija, la sœur de Miloš Obilić, mort à la bataille de Kosovo Polje (1389), ; selon d'autres spécialistes, l'église pourrait remonter au XIe siècle,.
Le monastère est mentionné pour la première fois en 1548,. L'église a été complètement restaurée en 1756, à l'initiative de l'higoumène Gregorije ; elle a été peinte en 1766 par l'artiste serbe Teodor Stefanov Gologlavac. Lors du premier soulèvement serbe contre les Ottomans (1804-1813), l'église a été complètement détruite par les Turcs puis, en 1830, elle a été reconstruite en pierres. L'édifice s'est effondré en 1888 et une nouvelle église, l'église actuelle, a été construite en 1892 dans un style serbo-byzantin ; elle a été consacrée par l'évêque de l'éparchie de Šabac Sergije Georgijević en 1911. 

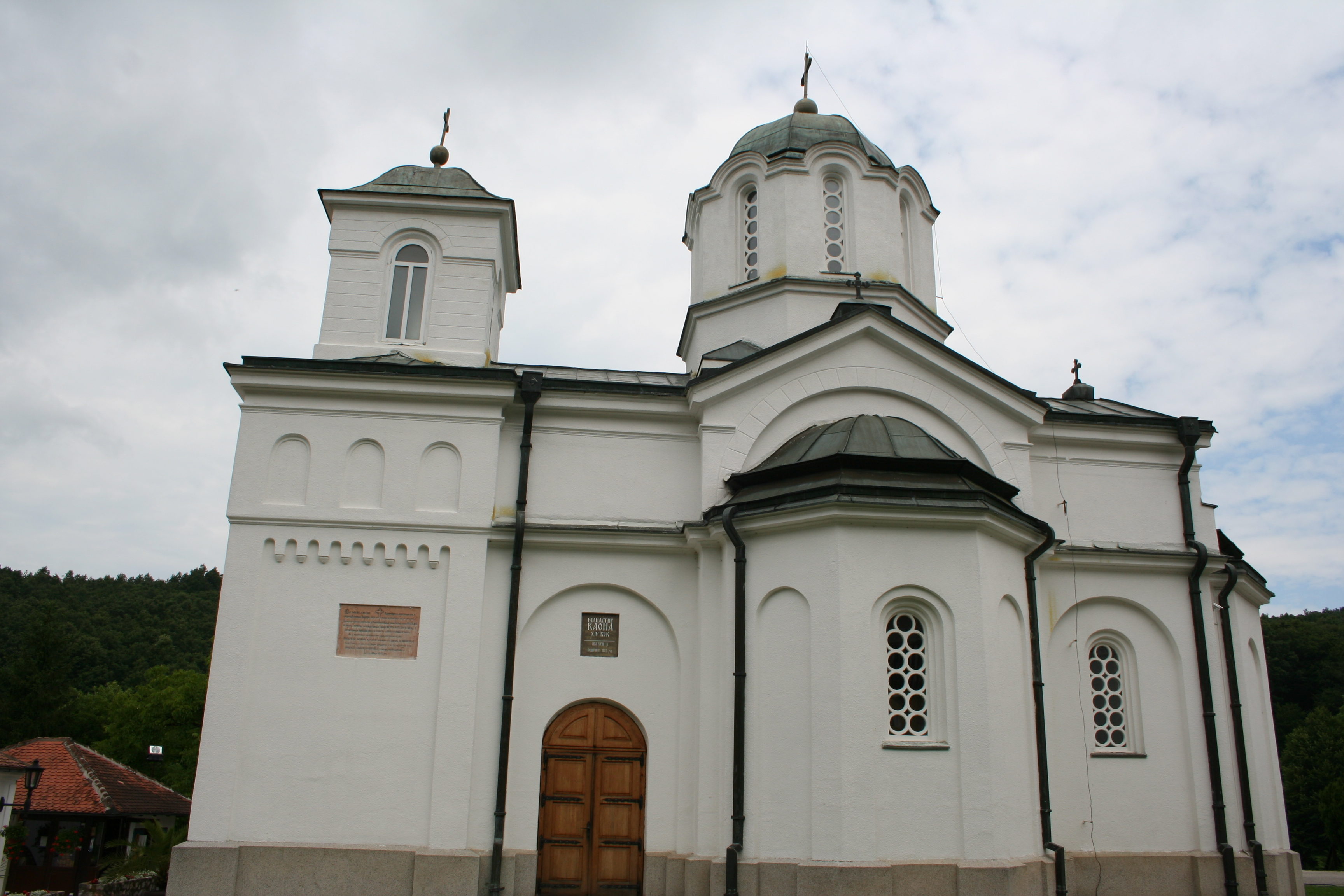
Autre vue de l'église.

Les icônes qui se trouvent dans le monastère sont dues à Dragan Marunić et Nikola Lubardić. Toutes les sculptures sur bois sont l'œuvre de Dorotej et Ljuban Marić de Lelić.

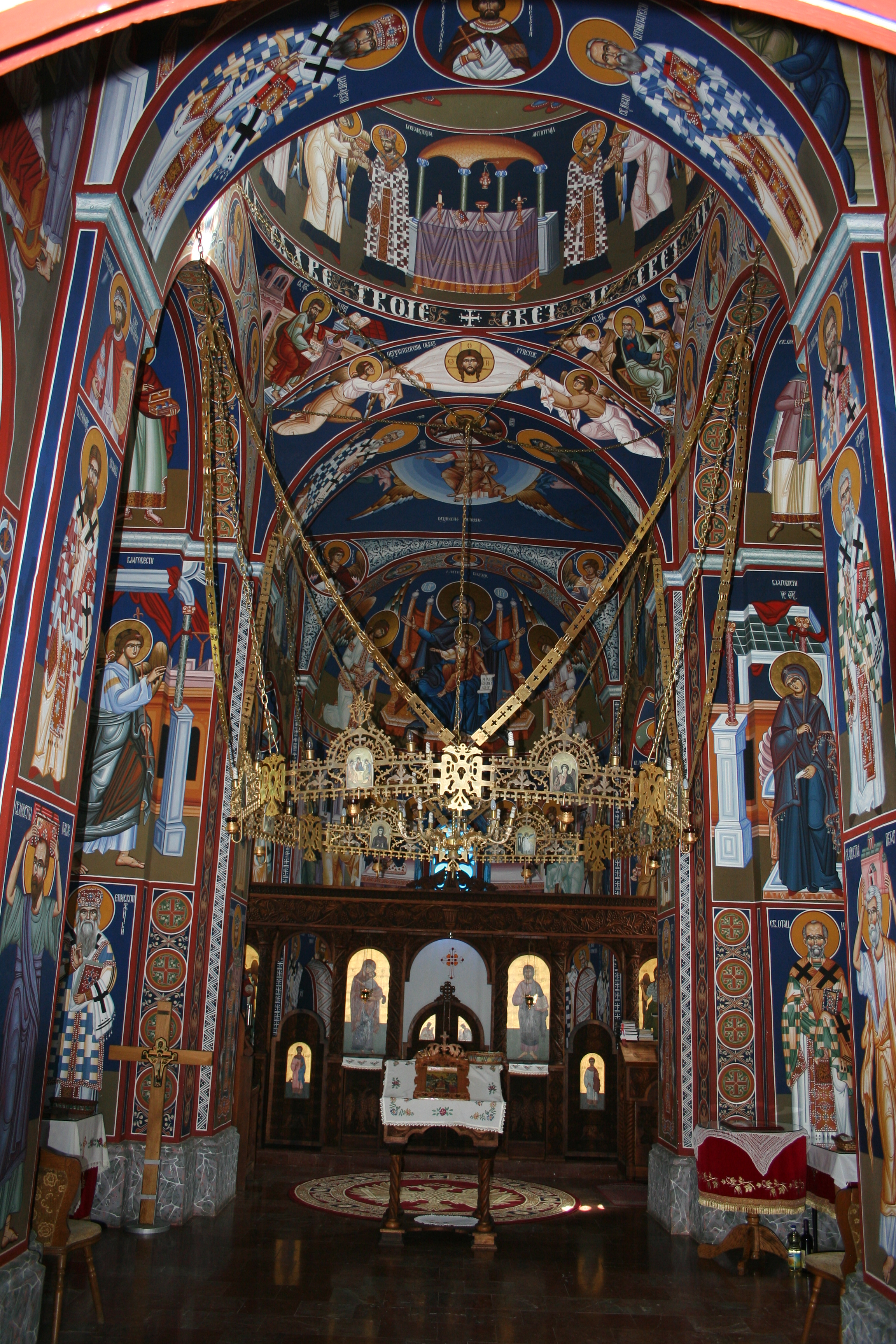
Iconostase et fresques dans l'église.
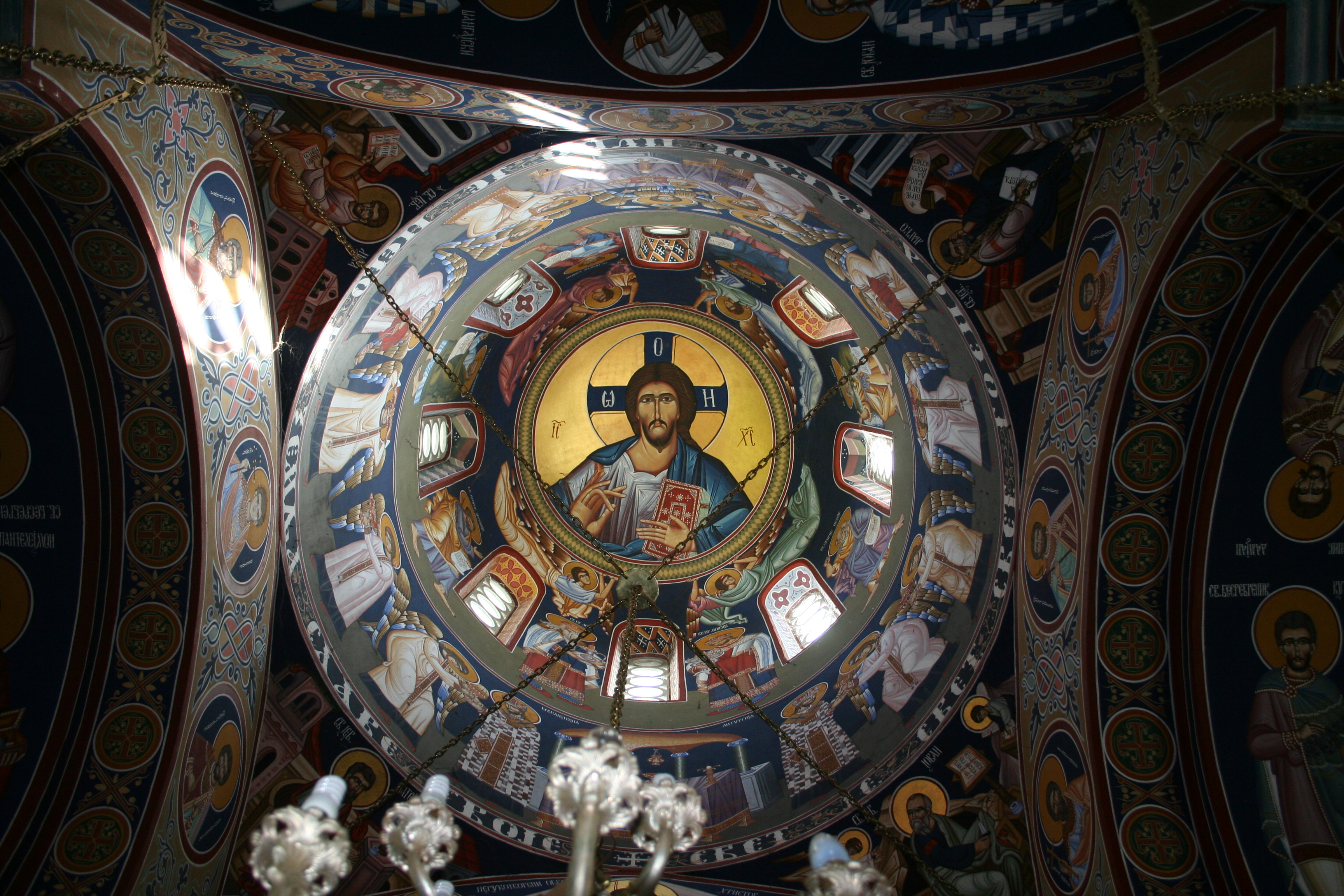
Fresques de la coupole.
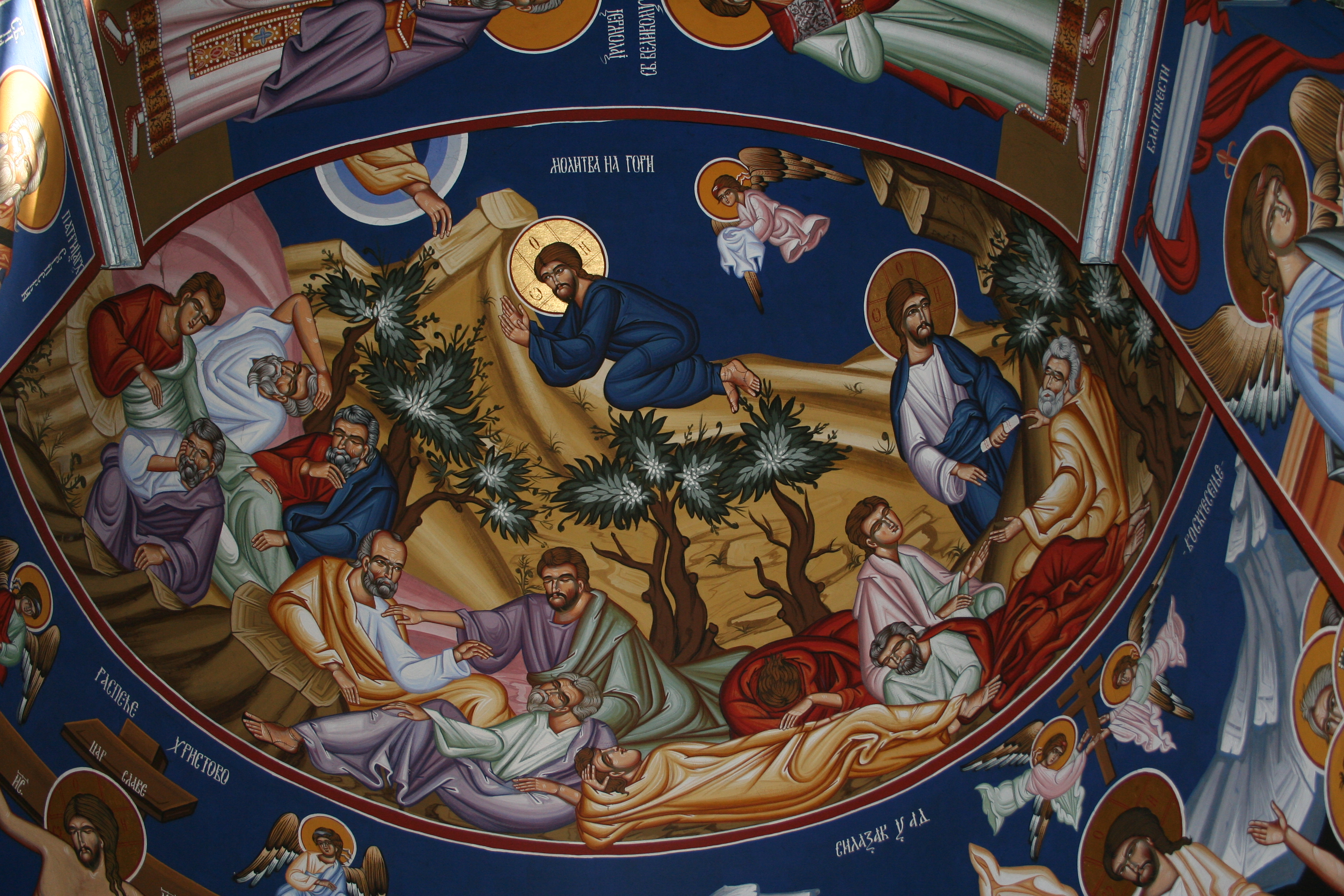
Fresque représentant Le Christ au Mont des Oliviers.

En 1984 a été construit un baptistère dédié à saint Sava ; une chapelle dédiée à saint Habacuc a été érigée en 1999 et une chapelle troglodyte a été aménagée en 2004.

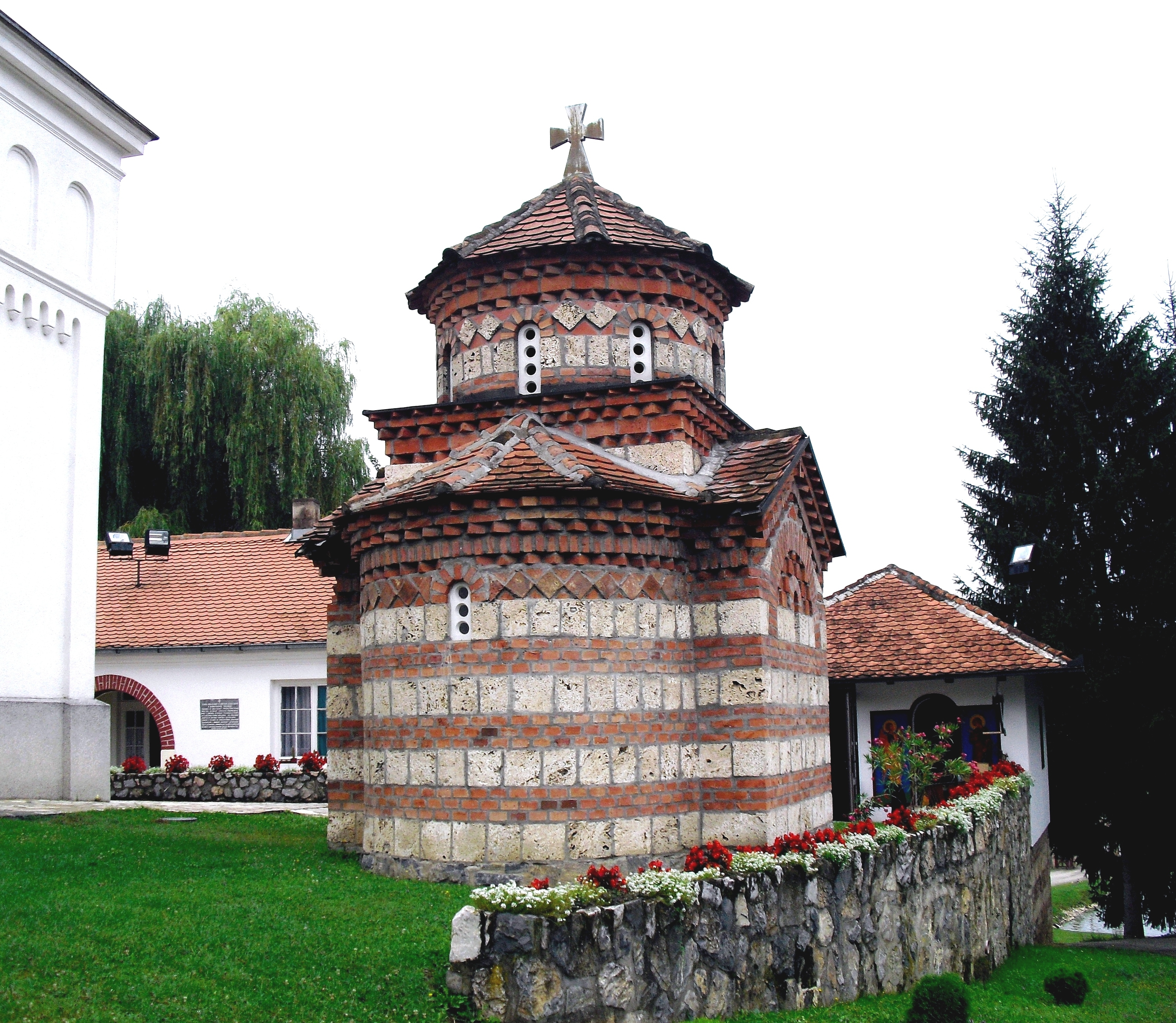
Le baptistère.
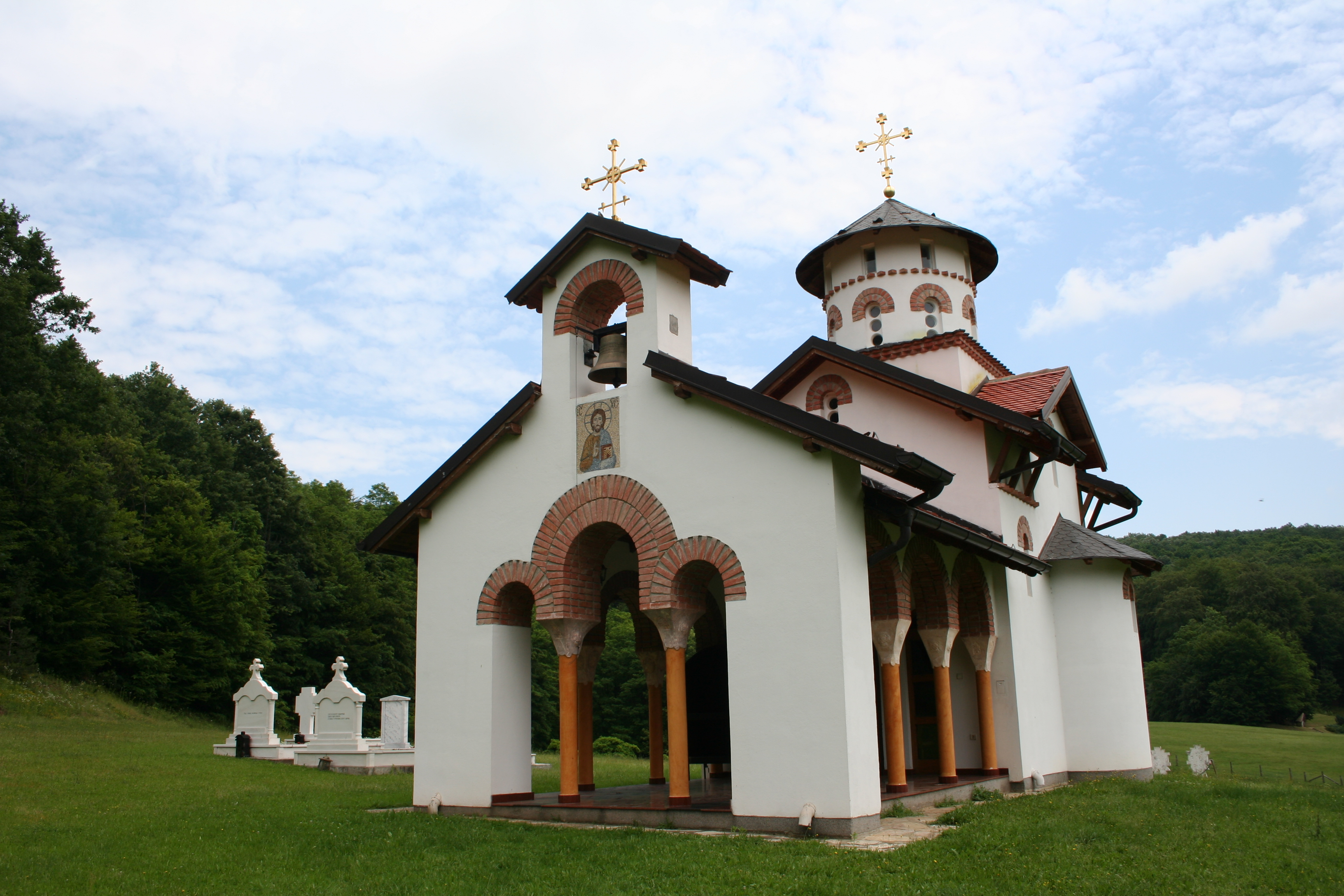
La chapelle du cimetière.